# Liceo Alianza Francesa Claude Gay
El Lycée Claude Gay es un colegio chileno privado ubicado en la comuna de Osorno, al sur del país, creado por inmigrantes franceses que llegaron a establecerse en la ciudad a partir del año 1850. El colegio posee uno de los mejores resultados en la prueba SIMCE y PSU a nivel nacional. Obtuvo el mejor puntaje SIMCE 2012 (II Medio) de la ciudad de Osorno. Es conocido popularmente como «el Francés».
El colegio recibe su nombre en honor a Claudio Gay, naturalista e historiador francés realizador de los primeros estudios extensos de la flora, fauna, geología y geografía de Chile, considerado como el primer coleccionista del Museo Nacional de Historia Natural de Chile, el más antiguo del país.
Aparte del edificio en Las Quemas y su gimnasio, el colegio posee otros tres inmuebles en el centro de Osorno y el Refugio Marc Blancpain en el centro de esquí de Antillanca, en la comuna de Puyehue.

## Historia
«[...] Empujados por la contingencia de la Segunda Guerra Mundial, con un gobierno francés en el exilio, y un Charles de Gaulle que llama a los franceses del mundo a unirse y luchar contra la ocupación alemana, nace la idea de crear, por todo Chile, colegios franceses que sirvan para perpetuar los lazos con su tierra natal [...]»
Breve historia del Lycée Claude Gay

Gracias a los aportes del gobierno francés y otros fondos recaudados, se compra una casona y un terreno en la calle Baquedano. El colegio inicia formalmente sus clases el año 1945. 
En el año 1954 es adquirida una casa en la calle Los Carrera. A causa del terremoto de 1960, el edificio de Baquedano es severamente dañado, lo que hace necesario una nueva construcción. Esta se realiza también en Los Carrera. Más tarde son adquiridas las propiedades de Los Carrera con O'Higgins  y O'Higgins 517. En el año 1978 el Alianza Francesa de Osorno cuenta con más de seiscientos noventa alumnos y más de cuarenta profesores, seis de ellos provenientes de Francia.
En 2005, se traslada a un terreno ubicado en el sector residencial de Las Quemas, a las afueras de la ciudad.

### Galería

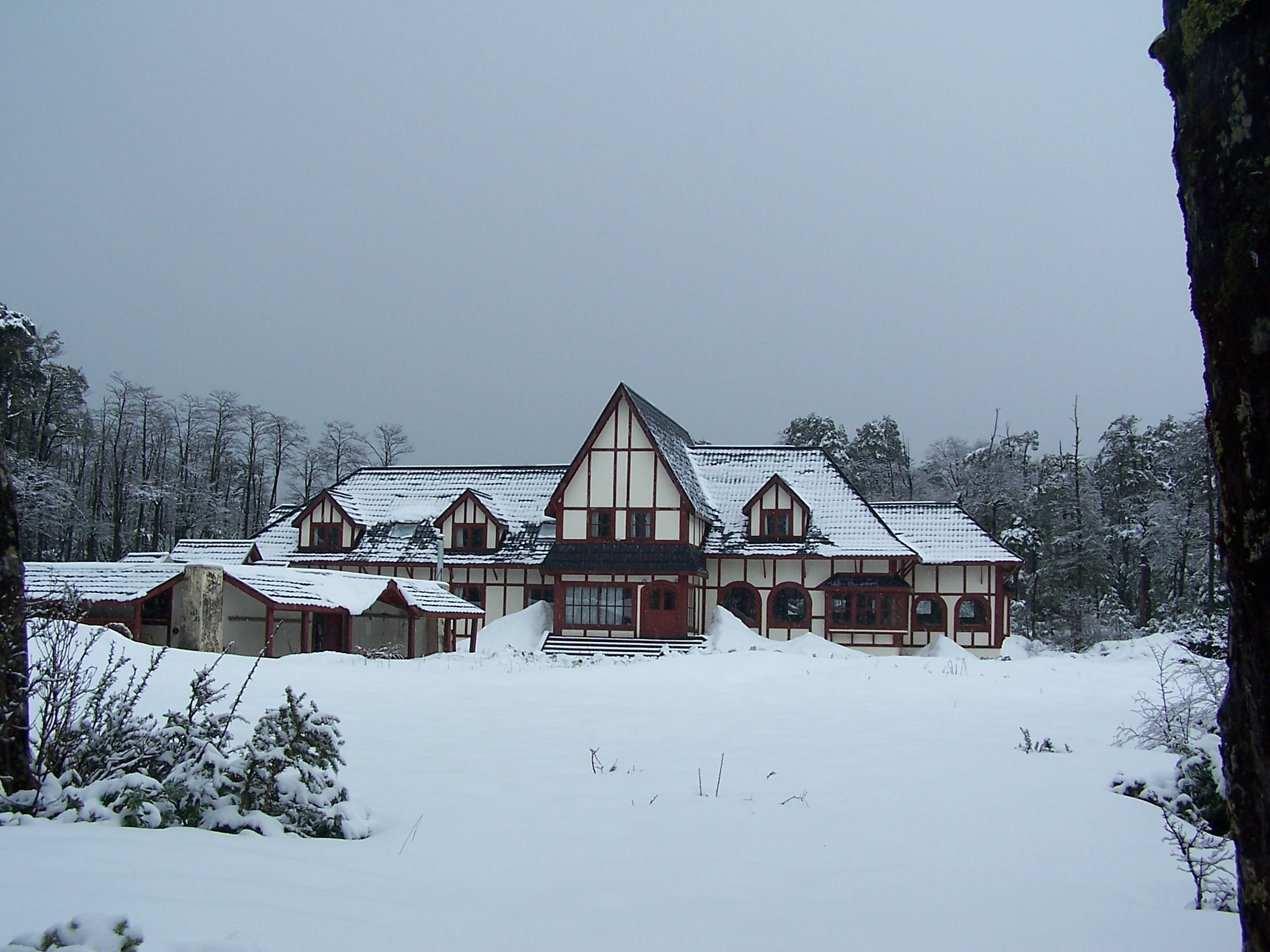
El Refugio Marc Blancpain en Antillanca.
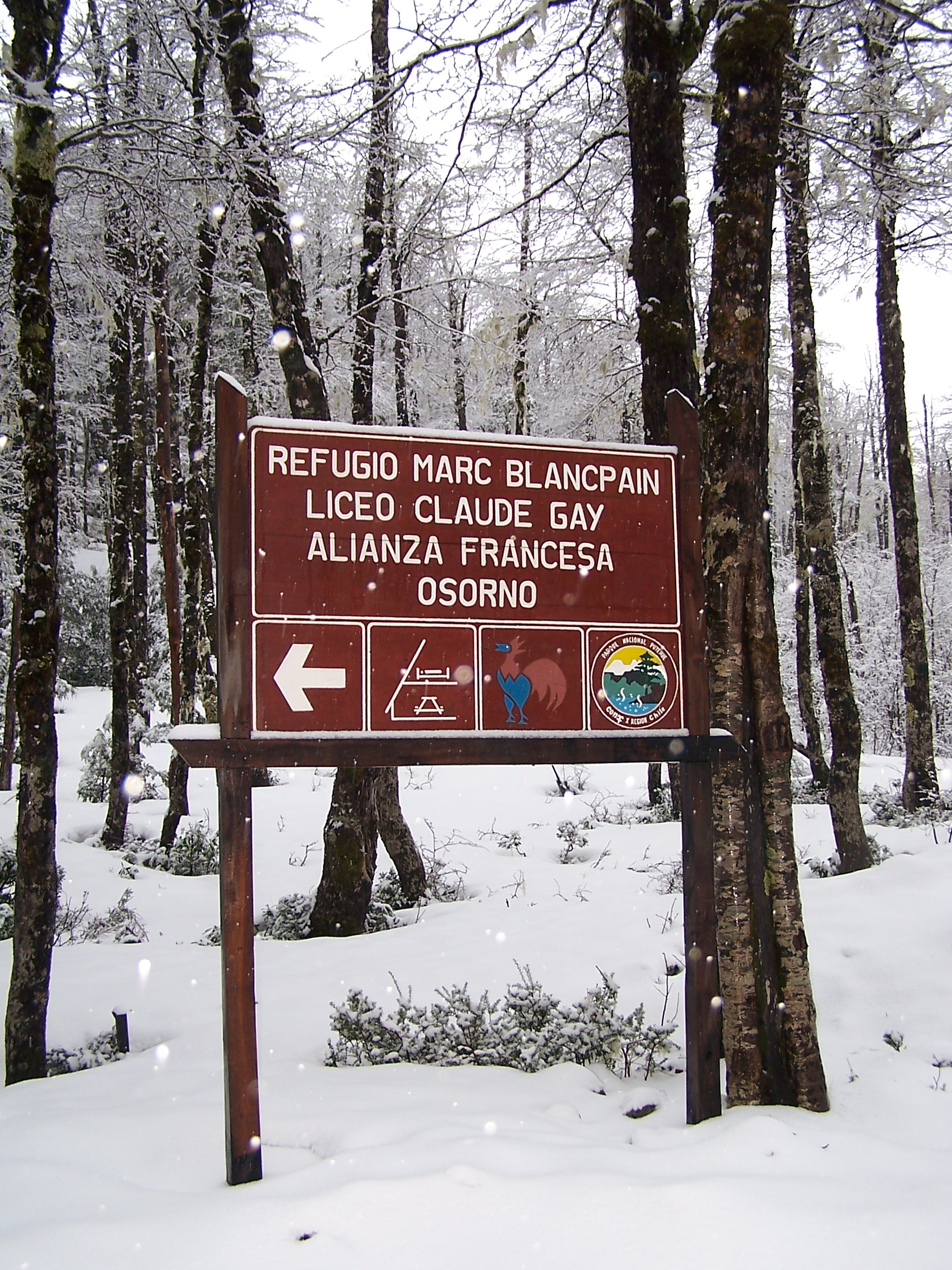
Letrero indicando el refugio de Antillanca.